# Даша Севастопольська
Даша Севастопольська, справжнє ім'я Дар'я Лаврентіївна Михайлова, у шлюбі Хворостова (листопад 1836 року — 1910, Севастополь) — російська та українська медсестра, одна з перших військових сестер милосердя, героїня оборони Севастополя в Кримську війну 1853—1856 рр.

## Біографія
Дар'я Михайлова народилася в селі Ключищі біля Казані в сім'ї матроса 10-го ластового екіпажу Лаврентія Михайлова. У 1853 році її батько загинув під час Синопської битви.
2 вересня 1854 року англо-французький корпус висадився в районі Євпаторії. Після битви на Альмі 8 вересня російські війська почали відступ. У їхньому обозі перебувала Дар'я Михайлова, 15-річна сирота.
Під час оборони Севастополя Дар'я Михайлова, що не мала медичної освіти, в числі перших серед «севастопольських патріоток» — дружин, сестер, дочок учасників оборони, — надавала допомогу пораненим і хворим захисникам Севастополя. Власним коштом вона обладнала перший похідний перев'язувальний пункт. У неї знайшлися білизна для перев'язки, оцет, вино було роздане для підкріплення слабих. Не знаючи її прізвища, довгий час її називали Дашею Севастопольською. «Севастопольською» її охрестила народна чутка, під цим ім'ям вона збереглася в спогадах лікарів-учасників війни. Згодом у Центральному воєнно-історичному архіві були знайдені документи на ім'я Дар'ї Лаврентіївни Михайлової.
Ставши першою фронтовою сестрою милосердя, вона дала обітницю цноти, докоряючи начальству за «соромливість перед ворогом». За подвиг під час війни імператор Микола I нагородив її золотою медаллю з написом «За звитягу» на Володимирській стрічці для носіння на грудях. Крім того, їй було даровано 500 рублів сріблом і заявлено, що «по виходу її в заміжжя [Государ] пожалує ще 1000 рублів сріблом на обзаведення». До речі, золотою медаллю «За звитягу» нагороджувалися ті, що лише мають три срібні медалі. Наказ про нагородження у виконання волі Його Величності був оголошений по всьому Чорноморському флоту.
У листопаді 1854 року Михайлова знаходилася вже на театрі військових дій. «Про міс Нейтингель, ми вперше почули тільки на початку 1855 року. Мораль і контроль перев'язувальних пунктів і лазаретів, виконувалися жінками вже з самого дня свого прибуття в сімферопольські госпіталі» — писав Пирогов.
Після війни Дар'я Михайлова купила корчму в селищі Бельбек. Потім, продавши майно, оселилася з чоловіком у Миколаєві, поблизу моря. Незабаром вони розлучилися (за однією версією — унаслідок пияцтва чоловіка, за другою — овдовіла), і Дар'я повернулася до Севастополя.

До кінця днів прожила на Корабельній стороні міста. За спогадами старожилів та даними кримських краєзнавців, Дар'я Хворостова померла близько 1910 року й похована на кладовищі в Доковому яру. Згодом могила була втрачена. Нині на цьому місці розташований сквер. Напередодні свої смерті була однієї з 14-ти ветеранів, що брали участь заходах, присвячених подіям Кримської війни. Зокрема  брала участь Дар'ї у зйомках фільму «Оборона Севастополя» Олександра Ханжонкова, що вийшов на екрани 1911 року.
У групі, складеній в традиціях провінційних фотографів, перед глядачами з'являються убілені сивиною чотирнадцять ветеранів, серед яких дві жінки, — Дар'я Михайлова (Хворостова) і Лізавета Сержбутовська. Причепурені старенькі з медалями на грудях дивляться в об'єктив, немов благословляючи далеких нащадків (фото [Архівовано 2 квітня 2015 у Wayback Machine.] 1901 року).
Натомість, у 1892 році вона повернулася в рідне село, де нікого з рідних уже не залишилося. Пожертвувавши місцевому храму ікону Миколи Чудотворця, яка була з нею в Севастополі, далі згідно з сумнівними даними непідвержених документально російських джерел, вона поїхала в село Шеланга (Верхньоуслонський район Татарстану), де через півроку померла.

## Нагороди
- Золота медаль «За звитягу»
- Медаль учасника Кримської війни

## Пам'ять
- Бюст Героїні на будівлі панорами «Оборона Севастополя».
- Пам'ятник Героїні біля 3-ї міської лікарні міста Севастополя.
- Ім'я Героїні носить 3-тя міська лікарня Севастополя.
- Відкрився пам'ятник в село Шеланга, на території місцевої школи.
- Її можна побачити в одному з перших ігрових російських фільмів «Оборона Севастополя», знятому в 1911 році О. О. Ханжонковим по найвищому велінню. Автор і режисер фільму А. А. Ханжонков запросив зніматися учасників захисту міста-героя, у тому числі і Дар'ю Михайлівну Михайлову, легендарну Дашу Севастопольську.
- На честь Михайлової названо астероїд 3321 Даша[4].

## У мистецтві
- Даша Севастопольська є однією з персонажів фільму «Пирогів» (1947), де її роль виконала Тетяна Пілецька.